# Dirk Steinborn
Dirk Steinborn (* 11. August 1946 in Berlin) ist ein deutscher Chemiker und Professor für Anorganische Chemie an der Martin-Luther-Universität Halle-Wittenberg.

## Leben und Werk
Steinborn studierte Chemie an der Humboldt-Universität zu Berlin. Er wechselte an die Technische Hochschule Leuna-Merseburg, wo er im Arbeitskreis von Rudolf Taube im Jahr 1974 seine Diplomarbeit im Bereich der metallorganischen Chemie anfertigte.
Nach seiner Diplomarbeit arbeitete Steinborn zunächst in der chemischen Industrie. Nach seiner Promotion im Jahr 1984 erhielt er im darauf folgenden Jahr die Lehrbefähigung. Im Jahr 1987 wurde er Dozent an der Technischen Hochschule Leuna-Merseburg. Im Jahr 1992 folgte er einem Ruf an die Martin-Luther-Universität Halle-Wittenberg.
Steinborns Forschungsschwerpunkt liegt auf dem Gebiet der metallorganischen Chemie, der bioanorganischen Chemie und der metallorganischen Komplexkatalyse.

## Schriften
- D. Steinborn: Grundlagen der metallorganischen Komplexkatalyse. Teubner, Wiesbaden 2007, ISBN 978-3-8351-0088-6.
- D. Steinborn: Symmetrie und Struktur in der Chemie. Wiley-VCH 1993, ISBN 978-3527284184.